# Pretschen

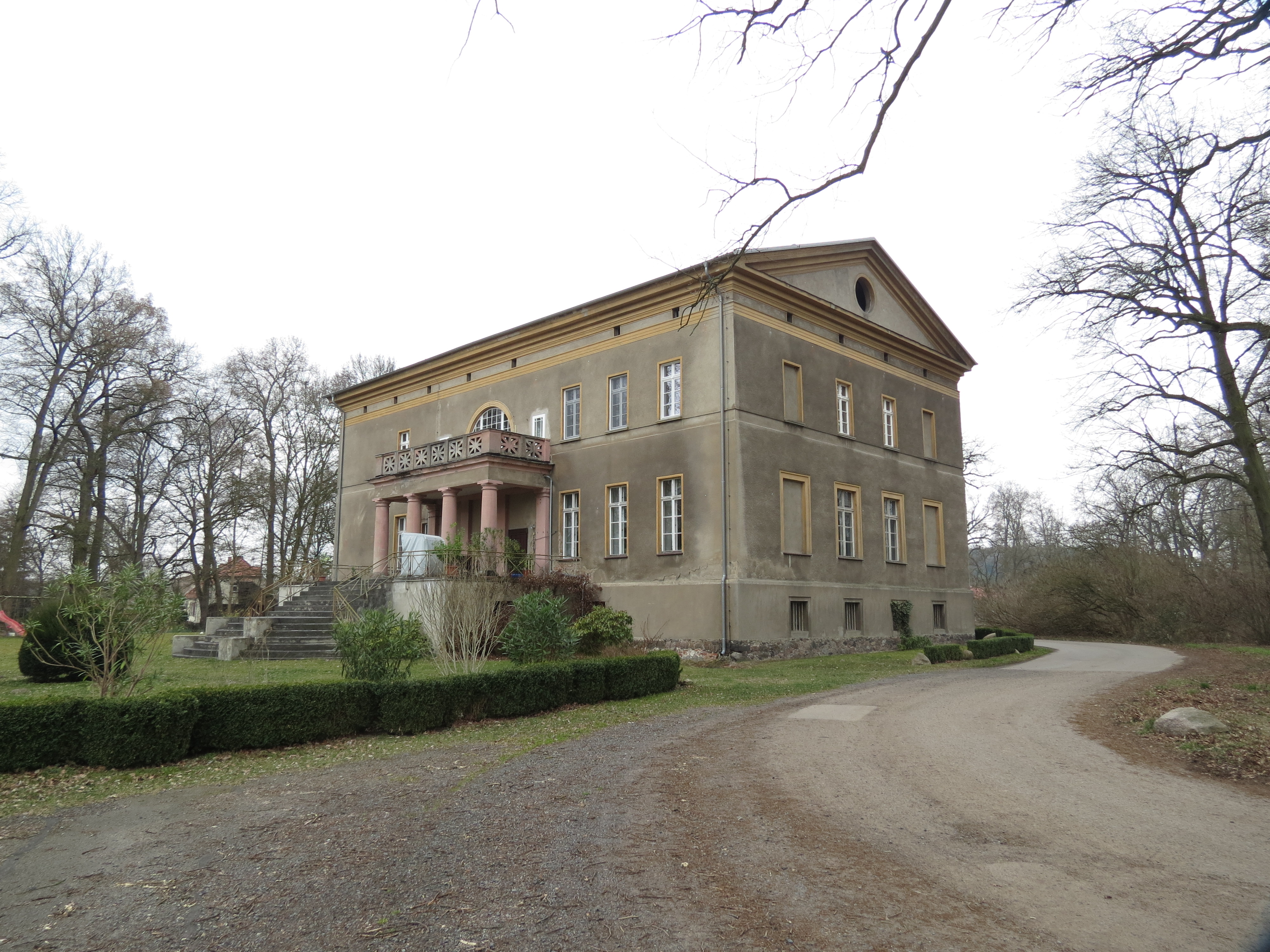
Gutshaus von Nordosten gesehen

Pretschen, niedersorbisch Mrocna, ist ein Ortsteil der amtsfreien Gemeinde Märkische Heide im Landkreis Dahme-Spreewald (Brandenburg). Der Ort wurde bereits 1004 erstmals urkundlich genannt. Bis zur Eingemeindung 2003 war Pretschen eine selbständige Gemeinde.

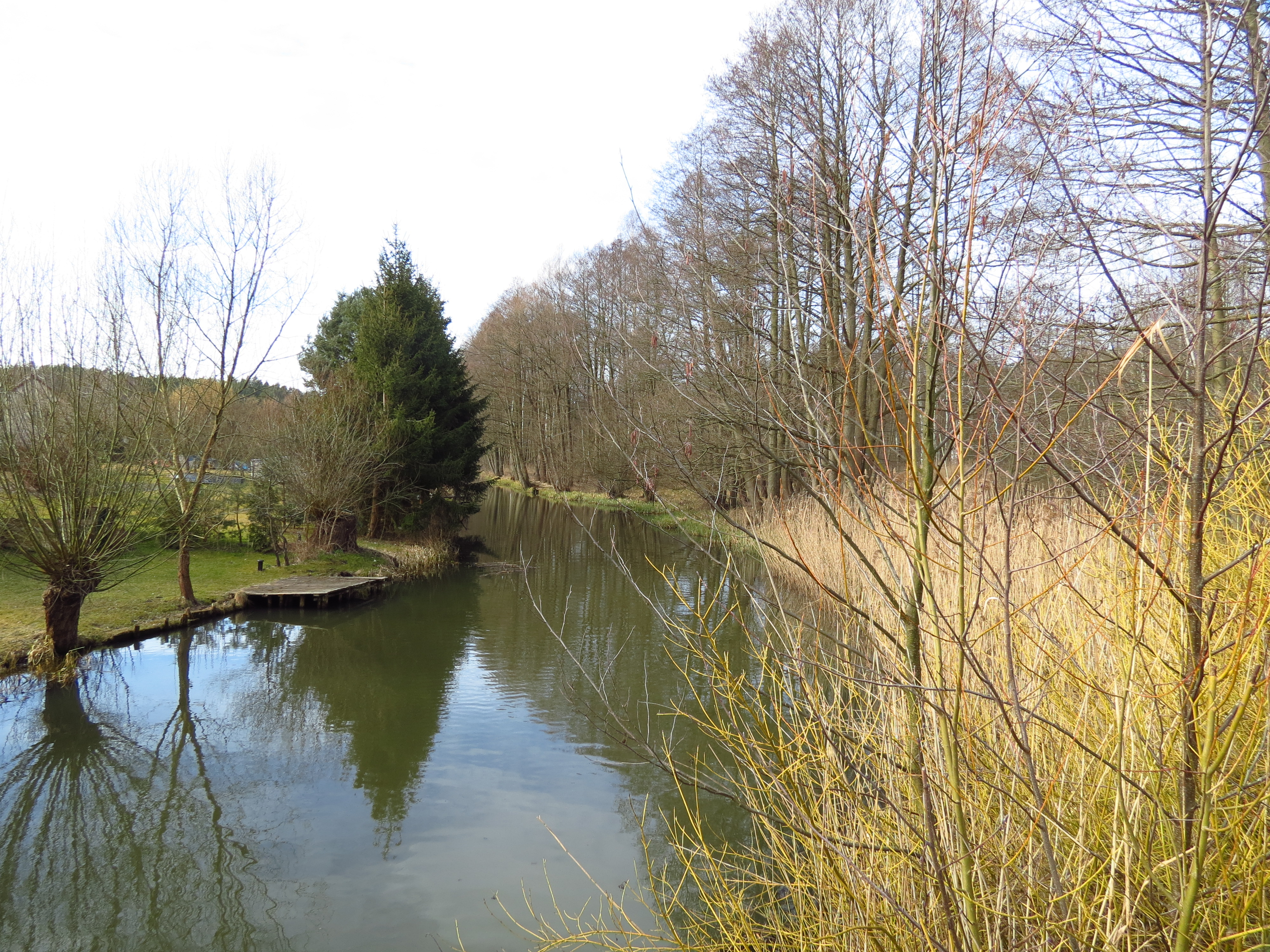
Pretschener Spree bei Pretschen

## Geographie
Pretschen liegt etwa 20 km südwestlich von Beeskow und 18 km südsüdöstlich von Storkow (Mark) am Rand des Unterspreewalds zwischen Kiefernwäldern, Auwiesen, Gräben und Fließen der Spree. Die am Ort vorbeifließende Pretschener Spree ist ein Seitenarm der Großen oder Hauptspree, die zwischen Schlepzig und Plattkow fließt. Die Gemarkung grenzt im Norden an die Gemarkungen von Alt-Schadow (Ortsteil der Gemeinde Märkische Heide) und Limsdorf (Ortsteil der Stadt Storkow (Mark)), im Nordosten an Werder/Spree (Ortsteil der Gemeinde Tauche) und Plattkow (Ortsteil der Gemeinde Märkische Heide), im Südosten an die Gemarkung von Wittmannsdorf (Gemeindeteil von Wittmannsdorf-Bückchen, Ortsteil der Gemeinde Märkische Heide), im Süden an Gröditsch und Kuschkow (beide Orte sind Ortsteile der Gemeinde Märkische Heide), im Westen an die Gemarkung von Neu Schadow (Gemeindeteil von Hohenbrück-Neu Schadow, Ortsteil der Gemeinde Märkische Heide) und im Nordwesten wieder an Alt-Schadow. Der Ort ist über die K6117 von Wittmannsdorf oder Gröditsch zu erreichen.
Höchste Erhebungen auf der Gemarkung sind Mühlenberg (87,3 m) und Weinberg (81,2 m), tiefster Punkt ist die Spree mit etwa 43 m. Im Norden der Gemarkung liegt das Kleine Luch, im Südosten der Gemarkung bildet der Gröditscher Landgraben über eine größere Erstreckung die Gemarkungsgrenze. Der nördlich der Pretschener Spree gelegene Teil der Gemarkung ist überwiegend bewaldet, während der südlich der Pretschener Spree gelegene Gemarkungsteil überwiegend landwirtschaftlich genutzt wird. Die Niederung der Pretschener Spree ist zum größten Teil sumpfig.
Die Gemarkung umfasst über 1719 Hektar. 2013 hatte der Ort etwa 280 Einwohner.

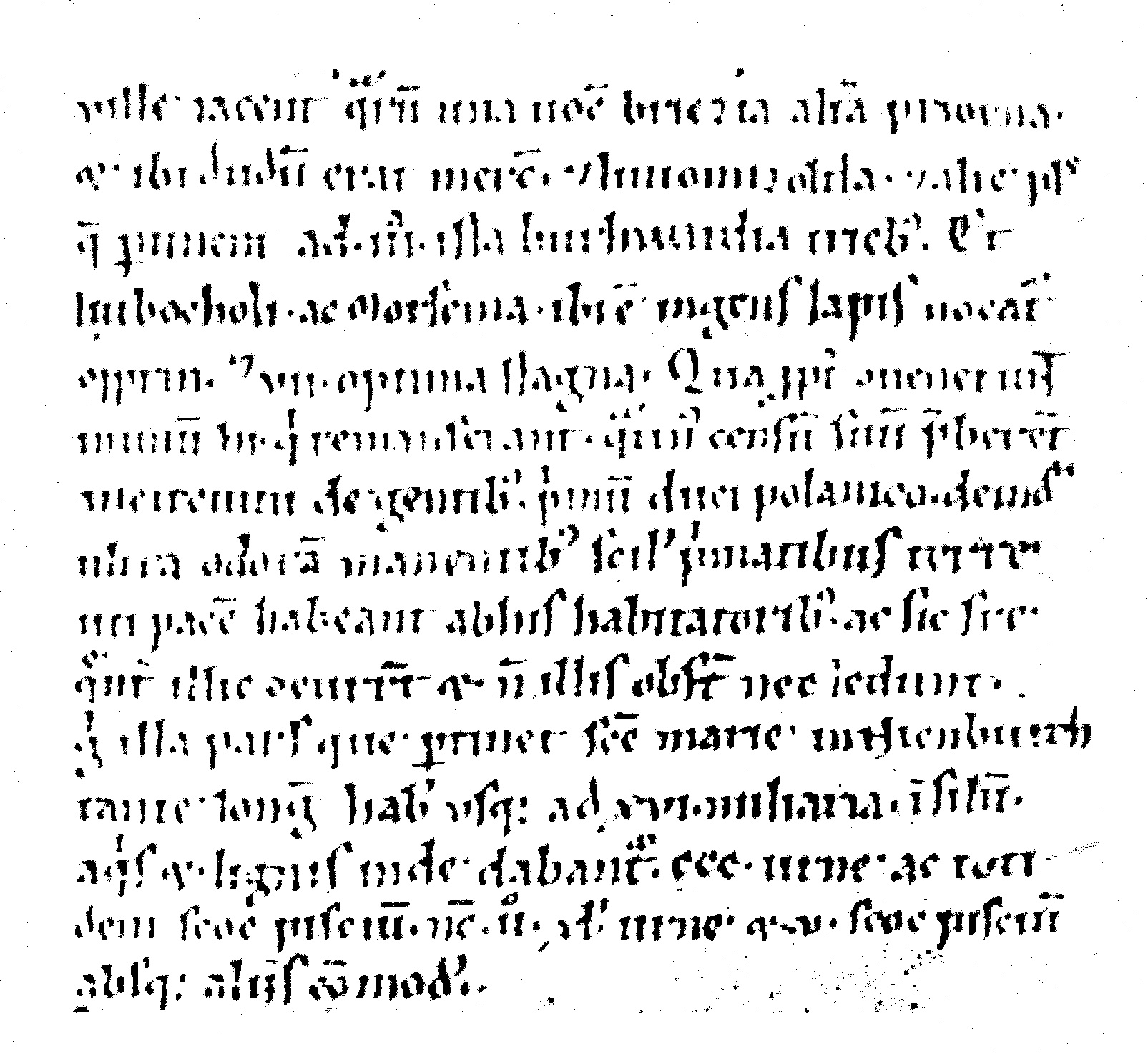
Auszug aus dem Nienburger Bruchstück mit der Erwähnung Pretschens = Morscina

## Geschichte
Pretschen wurde bereits in einer Urkunde vom 8. August 1004 zum ersten Mal als Mroscina erwähnt; in der Urkundenabschrift von 1180 heißt es dagegen Morscina. Der spätere Kaiser Heinrich II. (973 bis 1024) schenkte damals dem Kloster Nienburg an der Saale ein größeres Gebiet an der Spree. Der Dorfstruktur nach war Pretschen ein Sackgassendorf. Der Name leitet sich von einem im Sorbischen verlorengegangenen Grundwort * mroka = Sumpf, Feuchtigkeit ab, das allerdings in anderen slawischen Sprachen noch vorhanden ist. Der Name Mročna oder Mročina ist somit als „Ort in sumpfigem Gelände gelegen“. Pretschen war 1004 ein Burgwardort. Nach dieser Erwähnung schweigen die Urkunden für fast 300 Jahre (die Urkunde von 1180 ist nur eine Abschrift).

### Dorfgeschichte
Pretschen war allerdings bis 1585 wüst gefallen oder zerstört worden. Es wurde in den Jahren danach wieder aufgebaut. Die heutige Gemarkung Pretschen entstand aus zwei Teilen, dem nördlich der Pretschener Spree gelegenen Teil, der zur Herrschaft Storkow gehörte und auf dem später das Vorwerk Amalienhof entstand, und dem südlich der Pretschener Spree gelegenen Teil der Gemarkung, der ursprünglichen Feldmark des Dorfes Pretschen, die zur Niederlausitz gehörte. Der nördliche Teil der Gemarkung war daher immer direkt mit dem Rittergut verbunden, und die Bauern und Kossäten von Pretschen hatte weder Felder noch Nutzungsrechte auf diesem Teil. Dieser Teil der Gemarkung gehörte auch um 1800 zum Beeskow-Storkowischen Kreis. Er kam erst 1928 zur Gemarkung und damit zum Kreis Lübben hinzu.

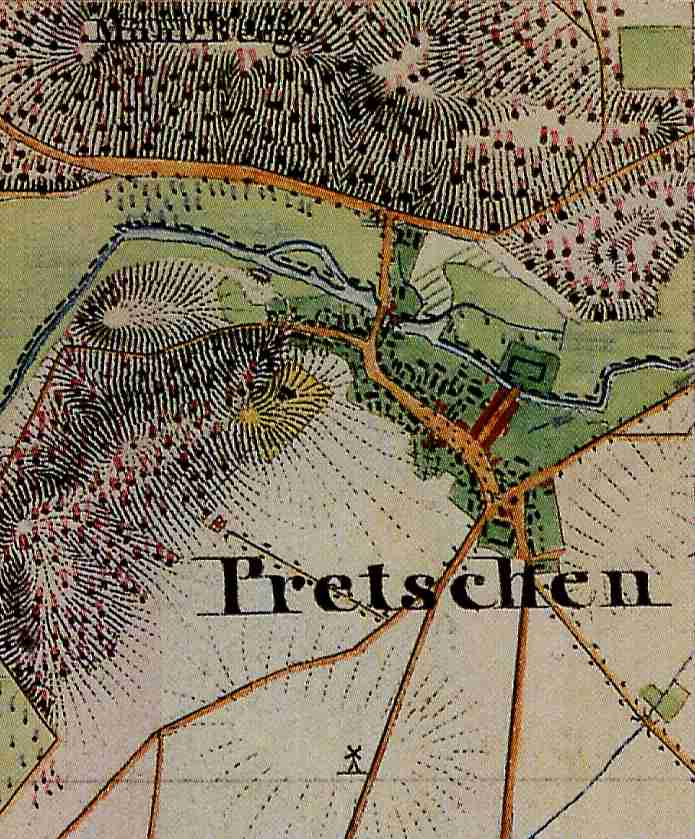
Pretschen auf dem Urmesstischblatt 3949 Schlepzig von 1846; Ausschnitt

1518 besaß der Krüger in Pretschen einen Weinberg bei Wulfersdorf. 1653 lebten sechs Bauern, 18 Kossäten und fünf Büdner in Pretschen. 1708 waren es noch fünf Bauern, dafür aber 20 Kossäten und vier Büdner. 1718 gab es nur noch drei Bauern im Ort sowie 14 Kossäten und ein Häusler. Das Dorf hatte die beachtliche Schatzung von 1500 Talern. 1723 gab es einschließlich des Schlosses 22 Feuerstellen im Ort. 1755 lebten 350 Menschen im Dorf. Die durchschnittliche Ernte betrug in Dresdnern Scheffeln berechnet: 825 Scheffel Korn, 6 Scheffel Weizen, 62 Scheffel Gerste, 56 Scheffel Hafer, 29 Scheffel Erbsen, 56 Scheffel Heidekorn (= Buchweizen) und 22 Scheffel Lein.
Wann das Vorwerk auf dem zur Herrschaft Storkow gehörigen nördlichen Teil der Gemarkung entstand, ist nicht bekannt. Der Amalienhof ist erstmals in der Schmettauschen Karte von 1767/87 verzeichnet. 1801 gab es dort zwei Feuerstellen (Wohnhäuser). Auf dem Vorwerk Amalienhof wohnten ein Einlieger und ein Radmacher mit ihren Familien, insgesamt neun Personen. Als Besitzer des Amalienhofes ist der „Amtmann Paschke zu Bretschen“ verzeichnet. 1795 sind fünf Freibüdner erwähnt. 1809 lebten fünf Ganzbauern (= Vollbauern), 18 Ganzkossäten und 26 Häusler oder Büdner im Dorf.

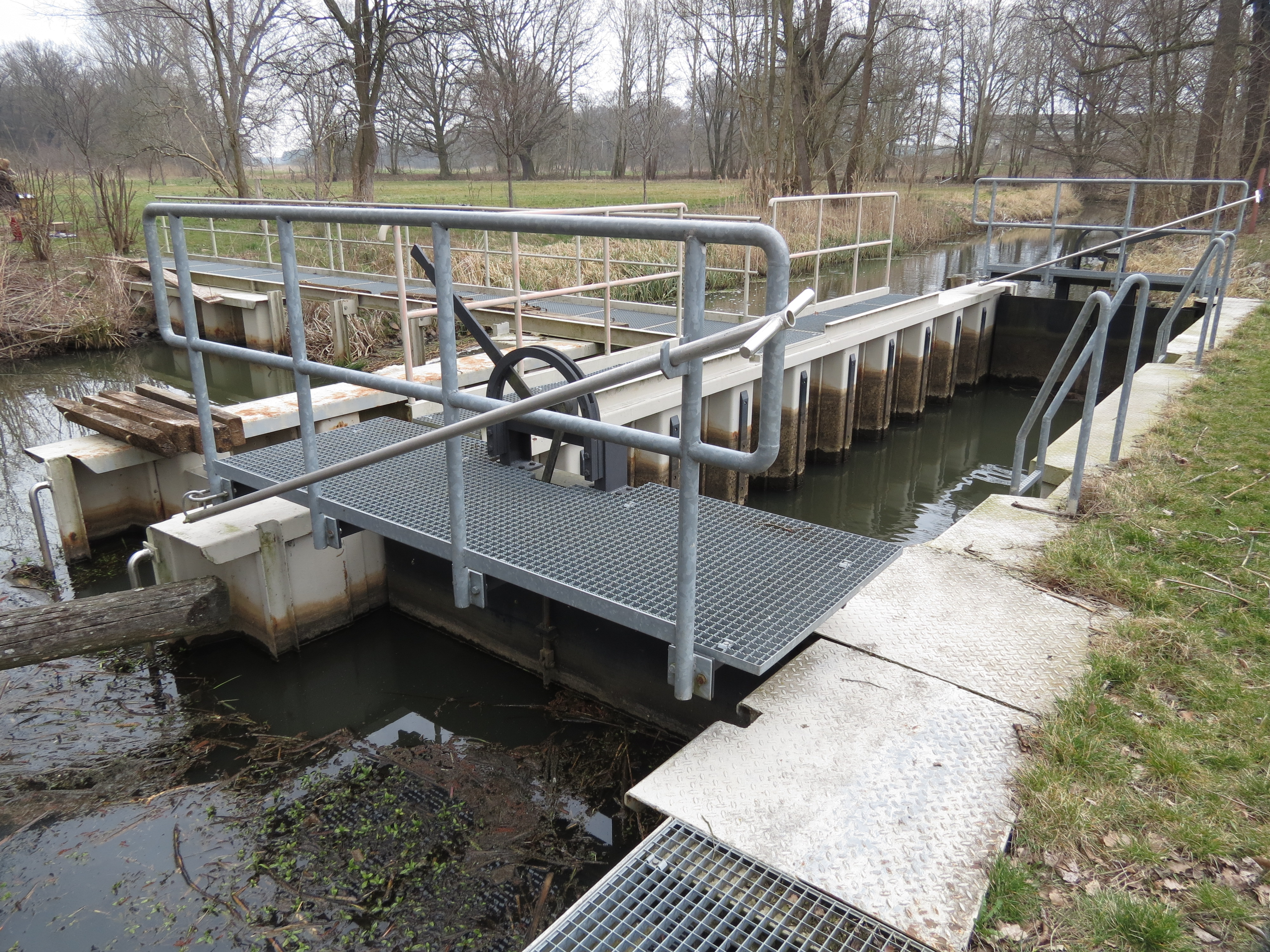
Selbstbedienungsschleuse an der Pretschener Spree

1818 gab es in Pretschen eine Windmühle und eine Schenke. Die Windmühle stand südlich des Ortskern am Weg nach Kuschkow auf einem kleinen Hügel (Grundstück 326 bei ALKIS). Der Ort zählte Feuerstellen und Einwohner; im Amalienhof gab es zwei Feuerstellen und 12 Bewohner.
1835 stand die Schmiede in Pretschen zum Verkauf. 1835 gehörten zum Amalienhof vier Häuser, in denen 40 Menschen wohnten. 1840 hatte der Ort 61 Wohnhäuser, in denen 439 Menschen wohnten. Vermutlich lag dort auch eine Wassermühle. 1848 wurde im Gut eine Brennerei erbaut. 1852 ließen die damaligen Gutsbesitzer Heinrich Anton von Voss und seine Frau Ernestine ein neues Gutshaus errichten. War es abgebrannt? 1852 soll nach Riehl eine große Feuersbrunst in Pretschen gewesen sein. 1855 wurde am Weinberg immer noch Wein angebaut. Er trug bis zu 20 Eimer (knapp 1.400 Liter) trinkbaren Weins. Ebenfalls in den 1850er Jahren wurde eine Dampfmahlmühle mit 16 Pferdestärken angeschafft. 1864 lebten in 60 Häusern 533 Einwohner. Es gab zwei „Etablissements“ (Amalienhof und vermutlich bereits Birkenweg 1/2) in Pretschen, eine Windmühle, eine Schule, ein Winzerhaus und eine Ziegelei. Auf der Gemarkung wurde Torf gestochen. Um 1860 lebten auch acht Bürger jüdischen Glaubens in Pretschen. Das Generaladressbuch gibt für 1879 an, dass es eine Brennerei und eine Ziegelei im Ort gab. Die Dampfmahlmühle war zu diesem Zeitpunkt außer Betrieb.
| Bevölkerungsentwicklung von 1818 bis 2002 | Bevölkerungsentwicklung von 1818 bis 2002 | Bevölkerungsentwicklung von 1818 bis 2002 | Bevölkerungsentwicklung von 1818 bis 2002 | Bevölkerungsentwicklung von 1818 bis 2002 | Bevölkerungsentwicklung von 1818 bis 2002 | Bevölkerungsentwicklung von 1818 bis 2002 | Bevölkerungsentwicklung von 1818 bis 2002 | Bevölkerungsentwicklung von 1818 bis 2002 | Bevölkerungsentwicklung von 1818 bis 2002 | Bevölkerungsentwicklung von 1818 bis 2002 | Bevölkerungsentwicklung von 1818 bis 2002 | Bevölkerungsentwicklung von 1818 bis 2002 | Bevölkerungsentwicklung von 1818 bis 2002 | Bevölkerungsentwicklung von 1818 bis 2002 |
| ----------------------------------------- | ----------------------------------------- | ----------------------------------------- | ----------------------------------------- | ----------------------------------------- | ----------------------------------------- | ----------------------------------------- | ----------------------------------------- | ----------------------------------------- | ----------------------------------------- | ----------------------------------------- | ----------------------------------------- | ----------------------------------------- | ----------------------------------------- | ----------------------------------------- |
| Jahr                                      | 1818                                      | 1846                                      | 1871                                      | 1890                                      | 1910                                      | 1925                                      | 1939                                      | 1946                                      | 1950                                      | 1964                                      | 1971                                      | 1981                                      | 1991                                      | 2002                                      |
| Einwohner                                 | 365                                       | 455                                       | 501                                       | 491                                       | 438                                       | 439                                       | 353                                       | 569                                       | 521                                       | 444                                       | 432                                       | 366                                       | 358                                       | 332                                       |

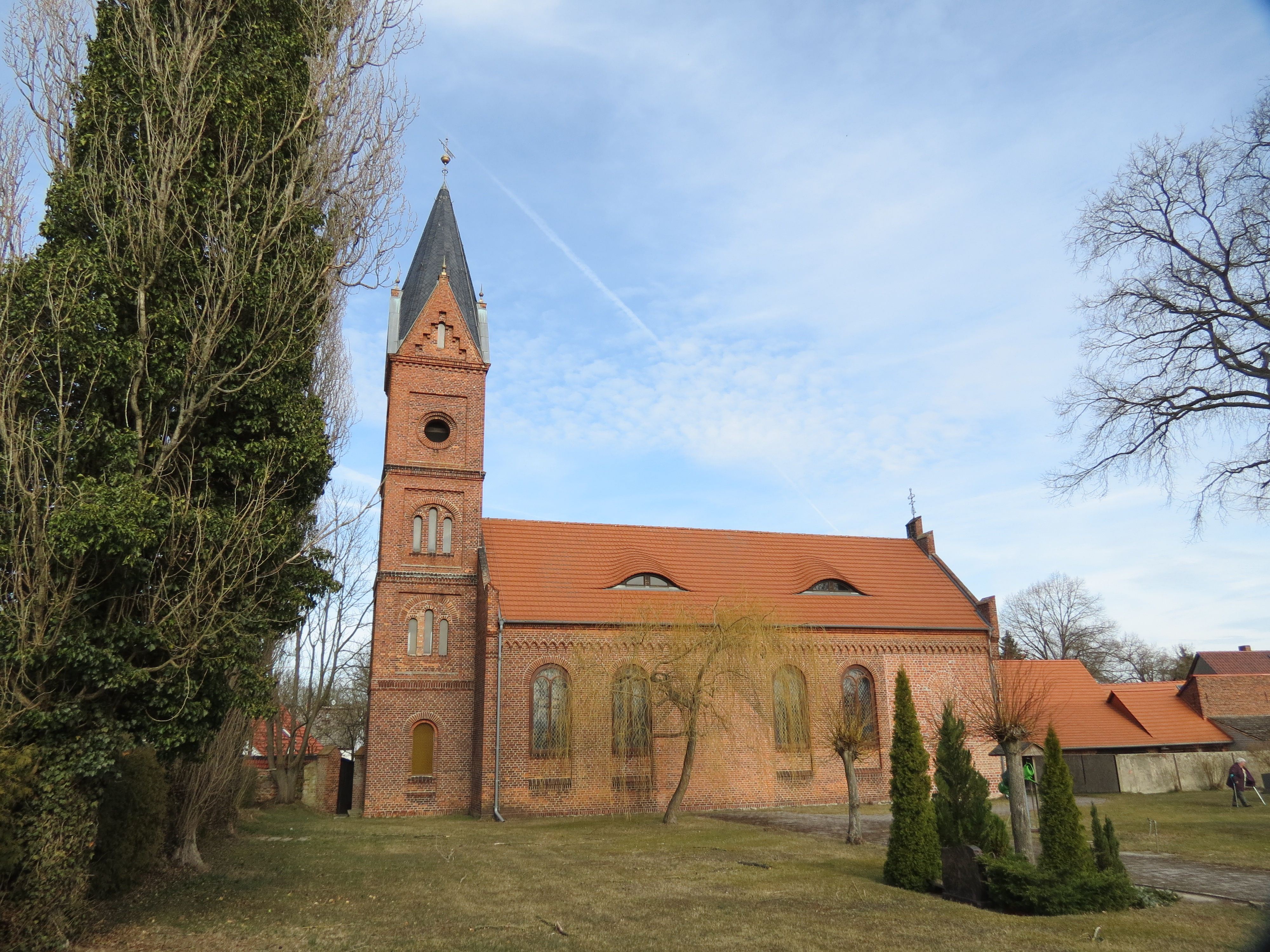
Dorfkirche Pretschen, Südseite

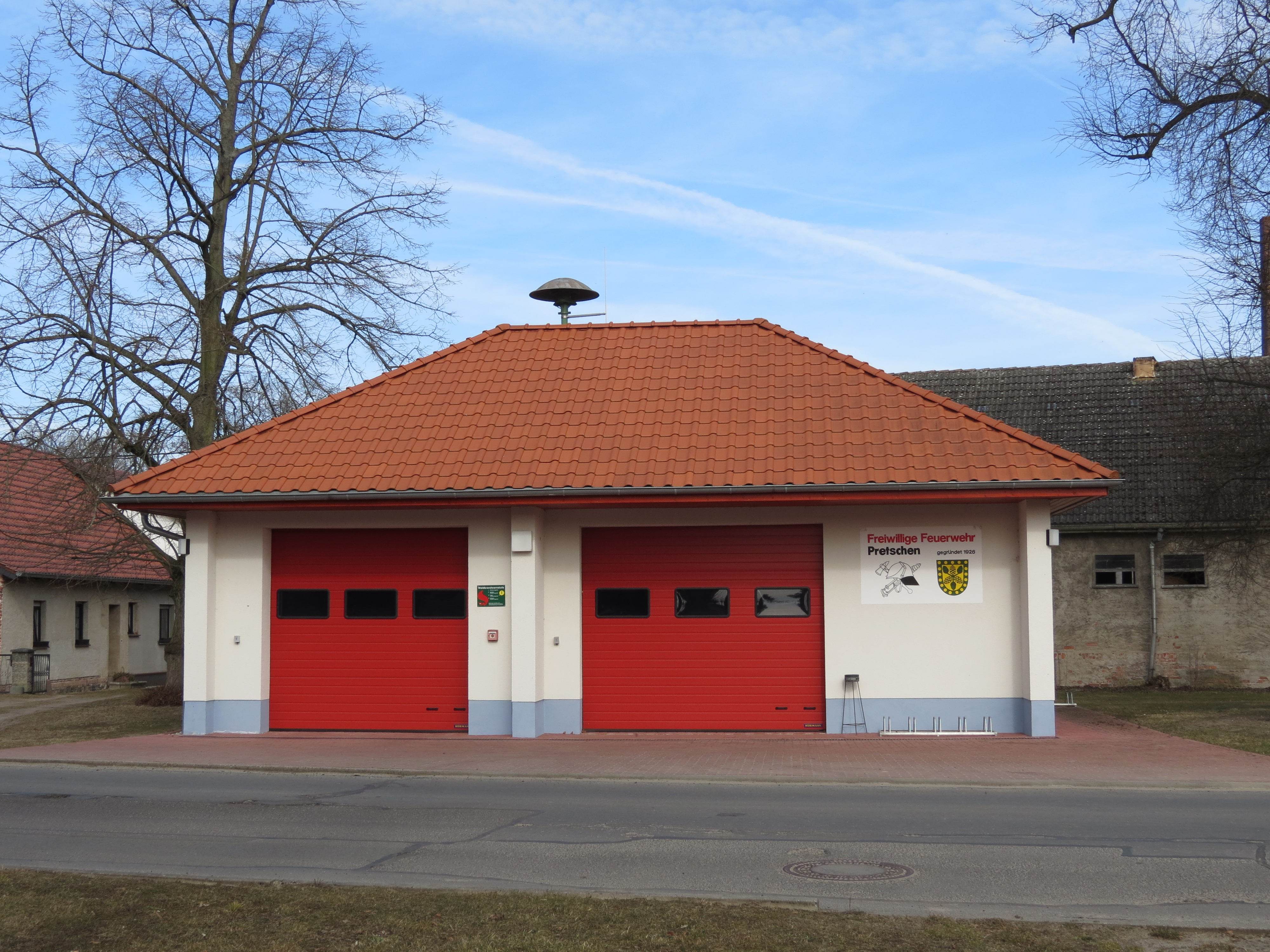
Feuerwehrhaus Pretschen

Nach dem Zweiten Weltkrieg wurde das Gut zunächst von der Sowjetarmee übernommen und die Besitzer enteignet. Später wurde es in ein Volkseigenes Gut (VEG) umgewandelt. Im Gutshaus war die Verwaltung des Volkseigenen Gutes und eine Berufsschule untergebracht. Weiter gab es Landarbeiterwohnungen im Gutshaus. 1970 wurde das Gebäude vereinfachend renoviert. Seit 1999 ist das Gut mit Gutshaus in Privatbesitz. 2013 wurde Pretschen im Bundeswettbewerb Unser Dorf hat Zukunft mit Silber ausgezeichnet.

### Besitzgeschichte – 14. Jahrhundert
Nach Berghaus waren die ersten nachgewiesenen Besitzer am Ende des 13. Jahrhunderts/Beginn 14. Jahrhundert die Brüder Friedrich und Johann von Langen. 1328 belehnte Dietrich der Abt von Dobrilugk den in Pretschen ansässigen Gunther von Lange(n) mit verschiedenen Rechten im Unteren Spreewald, die sich von den Dörfern Gröditsch und Kuschkow bis Pretschen erstreckten, darunter Wiesen- und Holznutzung und die Fischerei in der Spree. In der Urkunde wird auch ein Christian Langen senior als Zeuge erwähnt. In welcher Beziehung er zu Gunther Langen stand, ist aber nicht ersichtlich. Vermutlich belehnte Abt Dietrich den Gunther von Langen nicht in seiner Funktion als Abt des Klosters Dobrilugk, sondern als damaliger Herr von Lübben. 1360 verschrieb Markgraf Friedrich von Meißen der Agnes, Frau des Dietrich von Langen das Dorf Pretschen zu ihrem Leibgedinge.

### 15. Jahrhundert
1423 hatte Hans Lange seinen Rittersitz in Pretschen. 1429 wurde er verdächtigt, hussitischen Helfern und Verrätern Unterschlupf gewährt zu haben. Die Anschuldigung war unberechtigt und/oder blieb folgenlos, denn er ist auch 1436 noch Herr auf Pretschen. In diesem Jahr kaufte Hans von Langen und seine Söhne Hans und Friedrich ein Stück Heide an der Pretschener Spree von Hans von Biberstein und seinen Söhnen Friedrich und Wenzel gegen Schadow hin. Es handelt sich um den nördlich der Pretschener Spree gelegenen Teil der Gemarkung von Pretschen.
Vermutlich starb Hans der Ältere 1436/37, denn 1437 bestätigte Kaiser Sigismund den Brüdern Johann d. J. und Friedrich von Langen die Besitzungen, Rechte, Nutzungen und Gebietsgrenzen, die Abt Dietrich von Dobrilugk am 1. Mai 1328 ihrem Vorfahren Gunther von Langen verliehen hatte. 1449 gehörten Nickel und Nickel brüdere zcum Breczin zur Erbarmannschaft im Lande zcu Crummensprewe. Einer der beiden Nickel ist bald darauf verstorben, denn 1462 und 1469 wird nur noch ein Nickel Lange als Besitzer von Pretschen genannt. 1473 zechte er mit dem gesuchten Straßenräuber Hans von Glaubitz in der Schenke von Pretschen. 1494 belehnten der sächsische Kurfürst Friedrich III. (der Weise) und Johann „der Beständige“, Herzog von Sachsen und Georg „der Bärtige“, Herzog von Sachsen und Sagan die von Langen mit der gesamten Hand mit ihren Besitzungen: Nickel der Ältere auf Münchehofe, Nickel den Jüngeren und Friedrich zu Krausnick und die Brüder Christoph, Hans und Anton zu (Märkisch) Buchholz. Weiter erhielten sie Teurow (bei Halbe), Pretschen mit der Mühle und den Wildwerder, den Georg Lange innehatte. 1505 bestätigte der damalige Herzog von Glogau und Troppau (und spätere König von Polen) Sigismund I., der Anna, Frau des Georg Langen die Dörfer Pretschen und Wittmannsdorf als Leibgedinge. Wittmannsdorf muss also zwischen 1494 und 1505 von den von Langen erworben worden sein.

### 16. Jahrhundert
Am 21. März 1517 belehnte der Niederlausitzer Landvogt Heinrich Tunkel von Bernitzko aus Anlass des Todes von König Vladislav II. Georg Langen mit Pretschen und Wittmannsdorf mit Zubehör. Am 22. Mai 1517 verlieh Ulrich von Biberstein den Brüdern Nickel d. Ä. und Anton von Langen auf Münchehofe und Krausnick die Anwartschaft auf Pretschen nebst dem Wildwerder im Falle des erbenlosen Todes von Georg Langen, Sohn des verstorbenen Nickel Langen, auf Pretschen. 1519 belehnte Bischof Dietrich von Lebus den Georg Lange auf Pretschen mit dem Dorf Pretschen und dem Wildwerder. Es handelt sich hierbei um eine Wiederbelehnung, nach dem Übergang der Herrschaft Beeskow an den Bischof von Lebus, denn Georg v. Langen saß auch bereits 1518 auf Pretschen. Nach dem Erbregister der Herrschaft Storkow mussten Georg Lange von Brotzsch und der Krüger von Schadow für die Befischung des Kerckower Sees einen Zins von einem Pfund Ingwer bezahlen. Zur Musterung der niederlausitzischen Landstände 1520 in Guben erschien Georg Lange mit einem Pferd und einem Fußknecht ohne Harnisch, ebenso zur Musterung von 1528.
Nach dem Tod von König Ludwig II. in der Schlacht bei Mohács im Jahre 1526 erhielt Georg Langen erneut einen Lehnsbrief von Heinrich Tunkel von Bernitzko für seine Güter Pretschen und Wittmannsdorf. 1538 war Georg Langen verstorben, und nun wurden seine Söhne Melchior und Leonhardt vom Landvogt Heinrich Tunkel von Bernitzko mit Pretschen und Wittmannsdorf belehnt. 1542 verkauften Joachim, Melchior und Leonhardt die Langen ihre vom Vater Georg ererbten Güter, die Dörfer Pretschen und Wittmannsdorf an Friedrich d. J. von Streumen zu Trebatsch; mitbelehnt war sein Bruder Heinrich auf Ragow und Oegeln. Heinrich verstarb um 1553 und hinterließ zwei unmündige Söhne und vier unverheiratete Töchter. Leonhard Langen war mit Walpurgis von Streumen verheiratet, und vermutlich ein Schwager des Friedrich von Streumen. 1578 erhielt Walpurgis nach dem Tod ihres Mannes einen Lehnbrief über ein freies Häuslein in Lübben hinter der Pfarre, zwischen dem Haus des wendischen Kaplans und den Häusern des Velten Breuner, Kleinschmied, gelegen. 1580 starb Walpurgis als Witwe und hinterließ ihren zu diesem Zeitpunkt unverheirateten Töchtern Margaretha, Anna und Barbara das freie Häuslein in Lübben. Friedrich von Streumen besaß außerdem das Dorf Groß Leine und Anteile an den Dörfern Mittweide und Skuhlen, die er 1544/45 verkaufte. Er war mit Anna von Löser verheiratet. Das Dorf Pretschen wurde ihr 1546 zum Leibgedinge angewiesen, allerdings nur ein Teil. Der andere Teil stand dem Sohn des Friedrich von Streumen zu. Allerdings sollte auch die Tochter von diesem Leibgedinge leben, bis sie erwachsen ist. Im Falle der Wiederverheiratung sollte sie das Leibgedinge wieder abgeben und stattdessen von den Lehnerben 100 rheinische Gulden, je zwei Malter Korn und Hafer und 2 Viertel Wein erhalten. 1576 wird bereits der verstorbene Valentin von Streumen erwähnt, vermutlich der Sohn des Friedrich von Streumen. Er war Bürge für Albrecht von Quast gewesen. Nun klagte Bernd von Drauschwitz auf Winkelhof (bei Spremberg) gegen die Vormünder der noch minderjährigen Kinder des Valentin von Streumen. Eine eingesetzte Kommission entschied in diesem Rechtsstreit, dass sich Bernd von Drauschwitz mit einer Zahlung von 50 Talern zufriedengeben musste. Eine Anna von Streumen (̝† 25. März 1651) aus dem Hause Pretschen, vermutlich eine Tochter des Valentin, war mit Heino von Pfuel (* 1550; † 1602) verheiratet. Das Gut war stark verschuldet und so willigte der Landvogt in den Verkauf des Gutes Pretschen an Abraham von Bredow ein. Dieser wurde 1579 mit Pretschen (und wahrscheinlich auch Wittmannsdorf) belehnt. 1585 verkaufte er beide Dörfer für 14.000 Taler an Joachim von Holzendorf. Dieser erhielt am 23. Januar 1589 den Lehnbrief für die beiden Dörfer, mitbelehnt waren seine Brüder Dietrich und Stellanus. Pretschen lag zu dieser Zeit „ganz wüst und öde“ und Joachim von Holzendorf musste beträchtliche Mittel zum Wiederaufbau des Dorfes aufwenden. Dazu musste er Geld aufnehmen. Durch die Übernahme einer Bürgschaft wurde er von den Gläubigern in die Pflicht genommen. Dadurch erhöhte sich seine Schuldenlast um etliche Tausend Gulden.

### 17. Jahrhundert
1622 verstarb Joachim von Holzendorf und vererbte Pretschen und Wittmannsdorf an seinen Sohn Samuel von Holzendorf, Obersteuereinnehmer und Assessor des Landgerichts der Niederlausitz. 1636 musste dieser Wittmannsdorf für 6000 Taler an seinen Vetter Christian von Holzendorf verkaufen. 1642 war die Situation durch Kriegskontributionen, Plünderungen und Einquartierungen aber so prekär geworden, dass er um Erlaubnis bat, Gut Pretschen aus freier Hand zu verkaufen. Der Kurfürst erteilte dazu die Erlaubnis, sofern die anderen Mitbelehnten nichts einzuwenden hätten. Dazu sollten befragt werden Christian von Holzendorf in Wittmannsdorf, Stellanus auf Dröschkau (Ortsteil der Stadt Belgern-Schildau, Landkreis Nordsachsen) und Dietrich Stefan und dessen minderjähriger Bruder Ernst Christoph auf Cöthen im Oberbarnim. Aufgrund der unsicheren Lage traute sich Dietrich Stefan nicht in die Niederlausitz zu reisen. Und Christian bat um Verlegung des Termins, da er nichts von seinem Bruder Stellanus wisse, der beim Sturm auf Torgau im Schlosse gewesen sei. Zunächst fand sich niemand, der bereit und finanziell in der Lage war, das Rittergut Pretschen bar zu bezahlen. Samuel von Holzendorf war mit Eva von Wolfersdorf verheiratet. Aus der Ehe gingen ein Sohn und eine Tochter hervor. Der Sohn starb schon vor 1641. Die Tochter Elisabeth heiratete den kaiserlichen Generalkriegskommissar, Reichshofrat und späteren Statthalter von Halberstadt Joachim Friedrich von Blumenthal; es war dessen zweite Ehe. Schließlich kaufte nun dieser Joachim Friedrich Freiherr von Blumenthal das Rittergut Pretschen im Jahre 1649 für 18.000 Taler. Von diesem Kaufpreis gingen nun die Schulden ab, allein Joachim Friedrich behielt bereits 14.038 Taler des Kaufpreises ein. Die weiteren Schulden überstiegen die restlichen knapp 4000 Taler. Auch auf dem brandenburgischen Teil des Gutes, der nördlich der Spree lag und etwa ein Drittel des Gutes ausmachte, lasteten Schulden. Die Gläubiger auf diesen Anteil waren Georg von Oppen und Manasse von Schlabrendorf auf Drewitz und Klein Glienicke. Joachim Friedrich Freiherr von Blumenthal konnte auch diesen Anteil erwerben. Er war bereits 1646 in den Reichsfreiherrenstand erhoben worden. In erster Ehe war er mit Elisabeth Catharina von Klitzing verheiratet, die aber bereits 1637 verstorben war. Aus der Ehe ging der Sohn Christoph Caspar hervor. 1639 heiratete er Elisabeth von Holzendorf. Aus der Ehe sind keine Kinder bekannt. 1652 kaufte er das Dorf Freudenberg im Oberbarnim. Joachim Friedrich Freiherr von Blumenthal starb 1657.
Ihm folgte sein Sohn Christoph Caspar nach. Er erbte nicht nur Pretschen, sondern auch Pröttlin (Prignitz), Deibow (Ortsteil der Gemeinde Milow, Mecklenburg-Vorpommern), Stavenow (Prignitz), Trechwitz (Ortsteil der Gemeine Kloster Lehnin), Neuendorf und Paretz. Er erwarb auch wieder das Nachbardorf Wittmannsdorf. Schon am 10. Dezember 1652 war vom damaligen Herrenmeister Johann Moritz von Nassau zum Johanniterritter geschlagen. 1658 wurde er Kommendator der Johanniterkommende Süpplingenburg, die er bis zu seinem Tod innehatte. 1660 heiratete er im Berliner Dom Luise Hedwig Freiin von Schwerin. Er wurde zum Dompropst in Brandenburg an der Havel ernannt und war kurbrandenburgischer Gesandter. Aufgrund seiner besonderen Verdienste erhielt Christoph Caspar Freiherr von Blumenthal 1689 vom sächsischen Kurfürsten auf Lebenszeit einen Sitz an der Herrentafel im Lausitzer Landtag, ein einmaliger Vorgang in der Geschichte der Niederlausitz. Christoph Caspar Freiherr von Blumenthal und Luise Hedwig Freiin von Schwerin hatten sechs Kinder, vier Söhne und zwei Töchter. Der Sohn Otto fiel am 12. September 1683 in der Schlacht am Kahlenberg. Der Sohn Friedrich starb als kurbrandenburgischer Oberst in Brabant. Er hatte bei der Teilung des väterlichen Besitzes zunächst Pretschen und Wittmannsdorf erhalten. Der dritte Bruder Adam Ludwig folgte ihm im Besitz von Pretschen und Wittmannsdorf nach. Der vierte Bruder Bogislaw hatte Pröttlin, Deibow und Paretz erhalten.
1683 wurde Gustav Heros als Verwalter der Rittergüter Pretschen und Wittmannsdorf vereidigt. Adam Ludwig hatte 1701 Sofie Wilhelmine von Schöning, Tochter des kurbrandenburgischen Kriegsministers und Generalfeldmarschall Hans Adam von Schöning und der Johanna Margarethe von Pöllnitz auf Tamsel (heute Dąbroszyn) in der damaligen Neumark. 1703 verpachtete Ludwig Reichsgraf von Blumenthal Pretschen und Wittmannsdorf an den Schösser Georg Graßmann. Adam Ludwig fiel am 13. August 1704 als kurbrandenburgischer Oberst in der (zweiten) Schlacht von Höchstädt gegen ein kurbayerisch-französisches Heer.

### 18. Jahrhundert
Der einzige Sohn Friedrich von Blumenthal (* 1702) erbte nun Stavenow, Pretschen und Wittmannsdorf. Von 1708 bis 1718 war das Gut Pretschen an Ludwig Eckardt verpachtet. Und von 1723 bis 1725 folgte als Pächter Johann Andreas Kreiselmeyer. Friedrich von Blumenthal starb unverheiratet und ohne Nachkommen. Erbe seiner Güter war sein Vetter der ebenfalls Friedrich hieß, Sohn des Bogislaw von Blumenthal. Aber auch dieser starb ohne Leibeserben. Nun erhoben Adam Ludwig und Heinrich Albrecht, Söhne des Adam Heinrich von Blumenthal und der Barbara Hedwig von Hindenburg aus dem Hause Horst Ansprüche auf das Erbe. Sie brachten vor, dass ihr Vormund einen Lehensfehler begangen habe und es während ihrer Minderjährigkeit versäumt habe, sie mit zur „Gesamten Hand“ zu belehnen. Zunächst wurde das Ansinnen vom Kammerprokurator abgelehnt. Vor allem hatte sich auch der sächsisch-polnische Geheime Kabinettsminister Heinrich Graf Brühl die Anwartschaft auf die Blumenthalschen Güter in der Niederlausitz gesichert. Es kam nun zum Prozess. Brühl gab das Sukzessionsrecht an den Kurfürsten zurück. Schließlich willigte der sächsische Kurfürst Friedrich August I. in einen Lehenspardon unter Zahlung von 5.000 Talern und Übernahme sämtlicher auf den Gütern lastenden Schulden ein. Am 1. Juli 1757 legten die Brüder Adam Ludwig und Heinrich Albrecht die Erbhuldigung und Lehnspflicht wegen Pretschen und Wittmannsdorf ab. Adam Ludwig von Blumenthal nahm nun die beiden Dörfer in Besitz. Er war in erster Ehe mit Sofie Esther von Hoym verheiratet, in zweiter Ehe mit Katharina Constantia von Woedtke. Auch für die Frau war es die zweite Ehe; sie war in erster Ehe mit Franz von Günthersberg verheiratet. Adam Ludwig brachte es bis zum preußischen Staats- und Kriegsminister, er war Ritter des Hohen Ordens vom Schwarzen Adler (Verleihung: 1739). 1759 schenkte der Vater seinem Sohn Hans August Freiherr von Blumenthal die beiden Dörfer Pretschen und Wittmannsdorf; 1760 verstarb er in Berlin. Hans August wurde bis zum Obristleutnant befördert und später Kommandeur der Gardes du Corps. Er wurde schließlich 1786 in den preußischen Grafenstand erhoben. Hans August war mit Ulrike Gräfin von Wartensleben verheiratet. Die von Blumenthal ließen Pretschen und Wittmannsdorf durch Verwalter bewirtschaften. Hans August Freiherr von Blumenthal starb 1788 in Berlin. Am 12. September 1792 verkauften laut Lehnbrief der kursächsische General der Infanterie Maximilian Wilhelm v. Larisch und der Johanniter-Ordenshauptmann Johann Friedrich v. Rade auf Pretschen als Bevollmächtigte das Gut Reicherskreuz an den preußischen Kammerherr und Geheimen Legationsrat Carl Ernst Georg Graf v. Podewils. War dieser Johanniter-Ordenshauptmann Johann Friedrich v. Rade ebenfalls Bevollmächtigter in Pretschen? Erbe war jedoch der einzige Sohn Heinrich (* 1765; † 1830), der 1798 Pretschen und Wittmannsdorf an Johann Sigismund Paschke verkaufte. Johann Sigismund (* 26. Oktober 1741 in Zützen bei Luckau; † 6. Juli 1814 in Pretschen) hatte 1771 in Schlepzig Johanna Christiane Henriette Lepsky geheiratet. Er war Verwalter auf Hollbrunn in der Standesherrschaft Lieberose gewesen.

### 19./20. Jahrhundert
Deren ältester Sohn Johann Karl Sigismund übernahm 1808 Pretschen, der zweitälteste Sohn Johann Friedrich ebenfalls 1808 Wittmannsdorf. Johann Karl Sigismund Paschke (* 1772 in Hollbrunn bei Lieberose) war in erster Ehe mit einer Johanna Christine Henriette NN. verheiratet, in zweiter Ehe mit einer Charlotte Dorothea NN. verheiratet. Johann Karl Sigismund war interessanterweise Mitglied in der Freimaurerloge Zum Leoparden in Lübben. Er starb vor 1837. Erbinnen war seine Frau Charlotte, die inzwischen wieder geheiratet hatte (verheiratete Loose) und die Tochter Ernestine. Ernestine heiratete Heinrich Anton von Voß (auch Anton Heinrich von Voß). Er ist ab 1849 als Besitzer von Pretschen nachgewiesen, ebenso 1853. 1856 wird Frau von Voss geb. Paschke als Besitzerin gelistet, ebenso 1879. Sie ließ das Gut von einem Amtmann Feigel bewirtschaften. Damals wurde schon eine Dampfmahlmühle auf dem Gut betrieben. 1897 starb Ernestine in Karlsbad. Ihre Base Anna Paschke erbte nun Pretschen und den Amalienhof. Anna war mit dem preußischen Generalmajor Karl von Trebra verheiratet. Von den drei gemeinsamen Töchtern heiratete Martha 1896 Carl Paschke. Karl von Trebra starb am 5. Februar 1905 in Pretschen. Pretschen wurde nun von Carl Paschke und seiner Frau bewirtschaftet. Er bewirtschaftete das Gut in Pretschen bis mindestens 1939. Nach dem Krieg wurde das Gut Pretschen ein Provinzialgut.

### Politische Zugehörigkeit
Pretschen liegt in der Niederlausitz, vormals der Mark Lausitz. Im 14. Jahrhundert war Pretschen Grenzdorf zur nördlich anschließenden Herrschaft Storkow, die damals im Besitz der Herren von Strehle war. Zwar gehörte die Herrschaft Storkow bis Anfang des 16. Jahrhunderts ebenfalls zur Niederlausitz (formal bis 1742), doch war sie zusammen mit der Herrschaft Beeskow eine fast unabhängige Herrschaft innerhalb der Niederlausitz. Zudem konnte Hans von Langen 1436 ein Stück Heide nördlich der Pretschener Spree erwerben, das zur Herrschaft Storkow gehörte. Hans von Langen war nun nicht nur direkter Vasall des böhmischen Königs, sondern auch Aftervasall der Herren von Biberstein, denen die Herrschaft Storkow gehörte. Am nördlichen Rand diese Heide entstand im 18. Jahrhundert ein Vorwerk, der Amalienhof. Um 1800 waren die Pretschener Ortsherren damit gleichzeitig preußische und sächsische Lehensvasallen. Der Ort Pretschen selber, südlich der Pretschener Spree gelegen war sächsisch. Der Amalienhof und die Heide zwischen Alt-Schadow und Pretschen bzw. der Pretschener Spree gehörte zu Preußen.
Nach dem Übergang der Herrschaft Storkow (und Beeskow) an die brandenburgischen Kurfürsten und die Belehnung des sächsischen Kurfürsten mit der (restlichen) Niederlausitz (1635) war Pretschen somit bis 1815 „echtes“ Grenzdorf mit Zollstation zwischen Preußen und Sachsen. Sogar die heutige Gemarkung war geteilt. Während der nördliche Teil der Gemarkung (Rittergut und Wassermühle) zum Beeskow-Storkowischen Kreis und damit zu Preußen gehörte, war das Dorf selber und die Gemarkung südlich der Pretschener Spree gelegen sächsisch. 1815 nach dem Wiener Kongress kam die Niederlausitz an Preußen. Und damit kam auch der Amalienhof zum Kreis Lübben. Allerdings bildete dieser einen eigenen Gutsbezirk, der erst 1928 mit dem Gemeindebezirk vereinigt wurde. Pretschen war dann bis 2003 eigenständige Gemeinde. Es verblieb während der Kreisreformen von 1950 und 1952 im Kreis Lübben.
Nach der Wende 1990 wurde der Kreis Lübben in Landkreis Lübben umbenannt. 1992 schlossen sich 14 Gemeinden zu einer Verwaltungsgemeinschaft, dem Amt Märkische Heide zusammen. Drei weitere Gemeinden wurden dem Amt auf Anweisung des Innenministers des Landes Brandenburg zugeordnet. In der Kreisreform von 1993 im Land Brandenburg entstand aus den Landkreisen Königs Wusterhausen, Luckau und Lübben der Landkreis Dahme-Spreewald. Im September 2002 schlossen sich acht Gemeinden des Amtes Märkische Heide zur neuen Gemeinde Märkische Heide zusammen. Der Zusammenschluss wurde jedoch erst zum 26. Oktober 2003 rechtswirksam. Die restlichen neun Gemeinden des Amtes Märkische Heide, darunter auch Pretschen wurden am 26. Oktober 2003 per Gesetz in die Gemeinde Märkische Heide eingegliedert. Seither ist Pretschen ein Ortsteil der Gemeinde Märkische Heide im Landkreis Dahme-Spreewald.

### Kirchliche Geschichte
Pretschen hatte im 14. Jahrhundert eine Kirche und war vermutlich Mutterkirche. Der mittelalterliche Kirchenbau wurde Ende des 16. Jahrhunderts zerstört. 1584 wurde eine neue Kirche errichtet. Dieses Kirchengebäude wurde 1893 durch einen Neubau im neoromanischen Stil ersetzt. 1718 bis 1930 war Pretschen Tochterkirche von Wittmannsdorf. Später wurde Pretschen eine Kirchengemeinde, seit 2010 zum Kirchenkreis Niederlausitz gehört. Mit Wirkung zum 29. November 2015 fusionierte die Kirchengemeinde Pretschen mit mehreren umliegenden Kirchengemeinden zur Hoffnungskirchengemeinde Groß Leuthen und Umland.

## Denkmale und Sehenswürdigkeiten
Die Denkmalliste des Landes Brandenburg für den Landkreis Dahme-Spreewald verzeichnet eine ganze Reihe von Bau- und Bodendenkmalen.

### Bodendenkmale
- Nr. 12503 Flur 1,2,3: Dorfkern deutsches Mittelalter, Turmhügel deutsches Mittelalter, Turmhügel, Neuzeit, Steinkreuz Neuzeit, Friedhof Neuzeit, Friedhof deutsches Mittelalter, Steinkreuz deutsches Mittelalter, Dorfkern Neuzeit, Kirche deutsches Mittelalter, Kirche Neuzeit
- Nr. 12504 Flur 3: Siedlung Urgeschichte, Rast- und Werkplatz Steinzeit, Rast- und Werkplatz Mesolithikum, Siedlung Neolithikum
- Nr. 12505 Flur 3: Rast- und Werkplatz Steinzeit, Siedlung Urgeschichte
- Nr. 12506 Flur 3: Rast- und Werkplatz Steinzeit, Siedlung Urgeschichte
- Nr. 12507 Flur 4: Siedlung Urgeschichte, Siedlung Eisenzeit, Siedlung slawisches Mittelalter, Siedlung Bronzezeit
- Nr. 12508 Flur 3: Siedlung Urgeschichte, Rast- und Werkplatz Steinzeit
- Nr. 12509 Flur 2: Siedlung Urgeschichte, Rast- und Werkplatz Steinzeit
- Nr. 12510 Flur 3: Rast- und Werkplatz Mesolithikum, Rast- und Werkplatz Steinzeit, Siedlung Neolithikum
- Nr. 12511 Flur 2: Siedlung Eisenzeit, Siedlung Bronzezeit
- Nr. 12512 Flur 2: Siedlung Eisenzeit, Siedlung Bronzezeit, Siedlung slawisches Mittelalter

### Baudenkmale
In der Liste der Baudenkmale in Märkische Heide sind für Pretschen vier Baudenkmale aufgeführt:

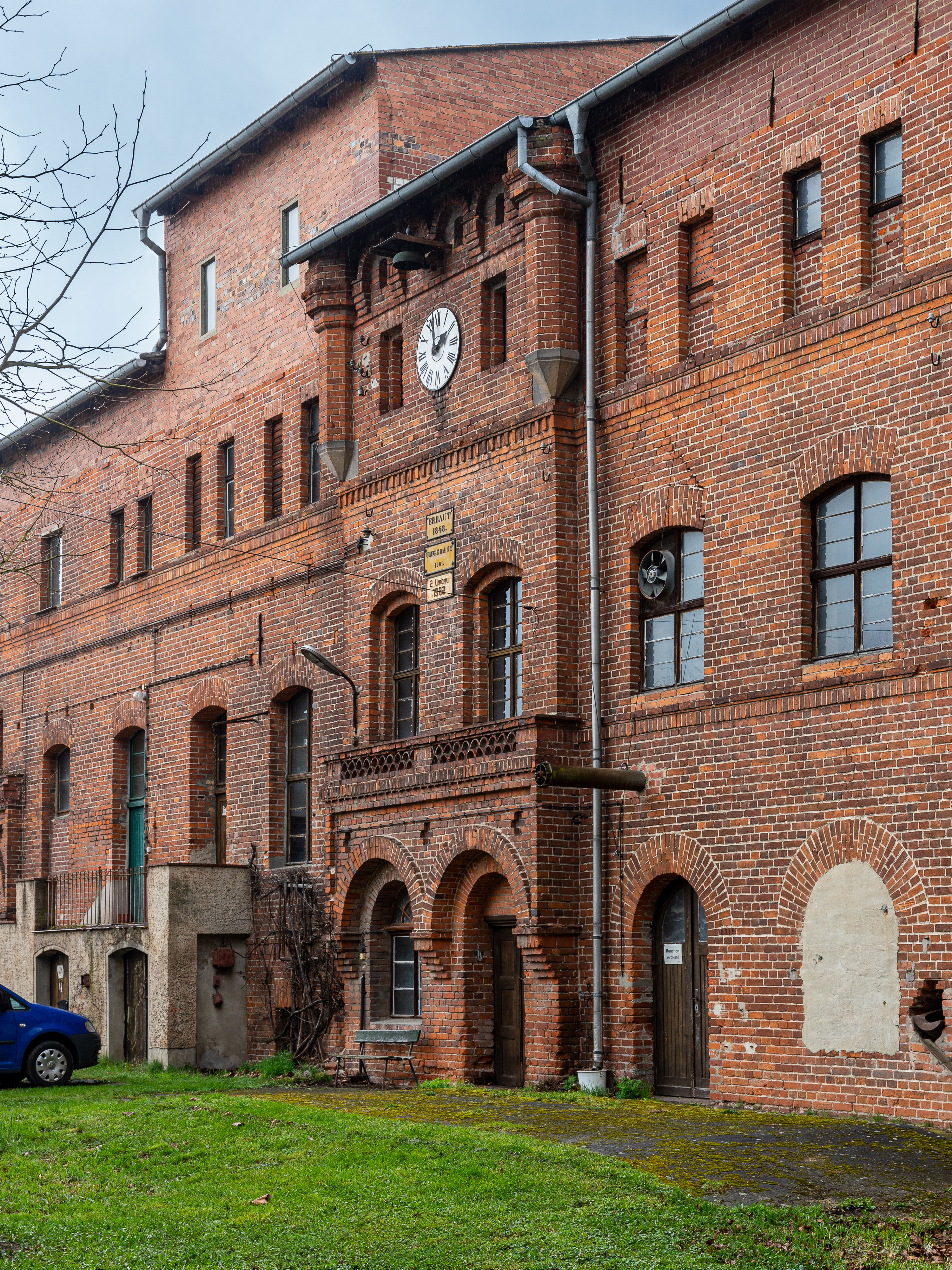
Ehemalige Brennerei auf dem Gut Pretschen

- Nr. 09140619 Am Grod 8 Gutsförsterei "„Weinberg“, bestehend aus Wohnhaus mit Kelleranlage und Wirtschaftsgebäude
- Nr. 09140256 Am Landgut 1–2, Hinter Dieck 2 Gutsanlage Pretschen mit Herrenhaus, Park mit Eiskeller, Gutshof bestehend aus Verwalterhaus, Brennerei einschließlich ihrer historischen technischen Einrichtung, Kutscherhaus, Kälberstall, Rinderstall mit Milchkammer, Durchfahrtsscheune [bauliche Hülle] mit Scheunenkammer, Schweinestall, den sogenannten Kutschenhallen, Pferdestall, Wirtschaftsgebäude, einschließlich der Freiflächen des Gutshofes mit Einfriedungen sowie dem Gärtnerhaus mit Fachwerkscheune und dem Gärtnereigelände

Unter dem Herrenhaus, das 1852 in der jetzigen Form erbaut wurde, liegen Reste mittelalterlicher Wehranlagen. In der 1848 erbauten, noch betriebsbereiten Brennerei steht noch die ursprüngliche Dampfmaschine. In der Brennerei wurde bis 2001 Roggen zu Rohspiritus destilliert.
- Nr. 09140329 Pretschener Anger 26a Dorfkirche mit zwei Steinkreuzen (Sühnekreuze)

Die Dorfkirche Pretschen wurde 1893 als Ziegelbau errichtet. In ihr befinden sich Buntglasfenster aus der Bauzeit, gestiftet von der Kirchenpatronin Ernestine von Voß geb. Paschke. Vor der Kirche sind zwei steinerne Sühnekreuze aus dem Mittelalter zu sehen.
- Nr. 09140035 Pretschener Anger 27 Wohnhaus mit Hofgebäuden

Es sind nur wenige Fachwerkhäuser in der Nähe der Kirche erhalten geblieben.

## Natur und Naturschutz
In der Umgebung, die zum Biosphärenreservat Spreewald gehört, leben Störche, Wildgänse und Kraniche, auch seltenere Tierarten wie Eisvogel, Fischotter und Marderhund.

## Tourismus und Gewerbe
Durch Pretschen führen der „Europa-Wanderweg“ und der „Gurken-Radweg“. Neben der Landgut Pretschen GmbH betreibt nur noch ein Bauer Landwirtschaft. Bis 1990 war der Ort dagegen vorwiegend landwirtschaftlich geprägt.
Das Landgut Pretschen, ehemaliges Rittergut und ehemaliger volkseigener Betrieb, ist seit 1999 Mitglied im Demeter-Anbauverband und wird von Sascha Philipp geführt.